# Samborejo
Samborejo is een bestuurslaag in het regentschap Pekalongan van de provincie Midden-Java, Indonesië. Samborejo telt 4713 inwoners (volkstelling 2010).